# Surf City (Carolina do Norte)
Surf City é uma cidade  localizada no estado norte-americano de Carolina do Norte, no Condado de Onslow e Condado de Pender.

## Demografia
Segundo o censo norte-americano de 2000, a sua população era de 1393 habitantes.
Em 2006, foi estimada uma população de 1813, um aumento de 420 (30.2%).

## Geografia
De acordo com o United States Census Bureau tem uma área de 13,7 km², dos quais 10,9 km² cobertos por terra e 2,8 km² cobertos por água.

## Localidades na vizinhança
O diagrama seguinte representa as localidades num raio de 28 km ao redor de Surf City.